# Kovilovo (Palilula)
Kovilovo (em cirílico:Ковилово) é uma vila da Sérvia localizada no município de Palilula, pertencente ao distrito de Belgrado, nas regiões de Pančevački Rit e Banat serbe. A sua população era de 1022 habitantes segundo o censo de 2009.

## Demografia
| 1948 | 1953 | 1961 | 1971  | 1981  | 1991  | 2002  |
| ---- | ---- | ---- | ----- | ----- | ----- | ----- |
| -    | 950  | 871  | 1 042 | 1 132 | 1 063 | 1 039 |